# مسخن تحريضي
تعتمد شتى أنواع التسخين التحريضي على ما يسمى بالمسخنات التحريضية[بحاجة لمصدر]، والتي تعتمد غالبا في عملها على ترددات متوسطة (MF) وترددات الراديو (RF).
تتكون كل المسخنات التحريضية الحديثة من أربعة عناصر أساسية:
- لوحة التحكم، وفي بعض الحالات قد لا تتوافر.
- وحدة التشغيل (عاكس كهربائي).
- محول.
- وشيعة التحريض (محث).

كيف يعمل
تعمل هذه التقنية على تسخين الأجسام الموصلة باستعمال حقل مغناطيسي قوي، تعتمد المسخنات ذات تردد 50 إلى 60 هرتز على ملفوف مغذى مباشرة من الشبكة الكهربائية، يستعمل هذا النوع في التطبيقات الصناعية ذات الطاقة المنخفضة حيث تكون المساحة المراد تسخينها صغيرة، أما بعض المسخنات الخاصة فتشتغل بتردد 400 هرتز المعهود عند الصناعات الفضائية.
لا ينبغي أن يتم الخلط بين التسخين التحريضي و الطبخ التحريضي بما أنهما مختلفان فيزيائيا.

## المكونات الرئيسية

### وحدة الطاقة
تسمى أحيانا المحول أو المولد وتتلخص وظيفتها في رفع قيمة تردد التيار الكهربائي إلى قيمة محصورة بين 10هرتز و 400 كيلوهرتز. كما تنتج قدرة كهربائية تتراوح بين 2 كيلوواط و 500 كيلوواط.

### محول
يحتوي على تركيبة من المكثفات والمحولات ويستعمل لربط وحدة الطاقة بوشيعة التحريض.  

### وشيعة التحريض
يعمل على تحويل الطاقة الكهربائية إلى طاقة مغناطيسية. قد يكون هذا العنصر مجرد ملفوف بسيط مكون من أسلاك نحاس المغطاة ملفوفة بشكل متتالي ومنتظم جنبا إلى جنب، وقد يكون مصمما بدقة من النحاس الصلب المصقول و الملحم. تعتبر الوشيعة أهم عنصر في الجهاز لأن التسخين يتم داخلها ولذلك فهناك علم قائم من أجل تصاميمها.

## تعاريف
مولدات التحريض بتردد الراديو RF تشتغل بحيز الترددات من 100 كيلوهرتز إلى 10 ميغاهرت، وتتوفر معظم أجهزة التحريض على حيز ترددات بين 100 كيلوهرتز و200 كيلوهرتز. أجهزة بهذه المواصفات تستعمل من أجل التطبيقات الصغيرة.